# ملكة جمال الدولية 2013
ملكة جمال الدولية 2013، هي نسخة مسابقة ملكة جمال الدولية الثالثة والخمسين في تاريخ مسابقة ملكة جمال الدولية منذ انطلاقتها عام 1960، عقدت مسابقة في 17 ديسمبر 2013 في فندق شيناجاوا برينس في طوكيو ، اليابان. في نهاية المسابقة توجت بيا سانتياغو من الفلبين من قبل ملكة جمال الدولية عام 2008 ، أليخاندرا أندريو . كانت هذه هي السنة الثانية على التوالي التي تستضيف فيها اليابان المسابقة.

## النتائج

### المراكز النهائية
| النتائج النهائية       | المتنافسة |
| ---------------------- | --- |
| ملكة جمال الدولية 2013 | - الفلبين - بيا سانتياغو |
| الوصيفة الأولى         | - هولندا - ناتالي دن ديكر |
| الوصيفة الثانية        | - نيوزيلندا - كيسي رادلي |
| الوصيفة الثالثة        | - المجر - بريجيتا أوتفوس |
| الوصيفة الرابعة        | - كولومبيا - لورينا هيرميدا |
| أفضل 15                | - البرازيل - كريستينا الفيس - الإكوادور - ناتالي أروبا - جبل طارق - جامييلي راندال - آيسلندا - سيغرن إيفا إيرمانزدوتير - ليتوانيا - إلما سيغزدفيسيوته - بورتوريكو - آشلي بيت بيريز - روسيا - أولغا غيدابورا - إسبانيا - أراسيلي كاريليرو - تايلاند - شوينيتشا تينغثام - الولايات المتحدة - أندريا نيو |

## الروابط الخارجية
- موقع ملكة جمال الدولية الرسمي